# Furkan Alakmak
Furkan Alakmak (Oss, 28 september 1991) is een voormalig Nederlands-Turks profvoetballer die als aanvaller speelde.

## Loopbaan
Alakmak speelde eerst bij SV OSS '20 en werd hier gescout door FC Den Bosch. Door een blessure ging hij niet naar deze club, maar wel ging hij enige tijd later naar N.E.C. in Nijmegen. Sinds 2008 maakte hij deel uit van de N.E.C./FC Oss als basisspeler van de A1. In het seizoen 2010/11 maakte hij onderdeel uit van de eerste selectie van de Nijmegenaren. Nadat zijn contract in 2011 niet was verlengd, stapte hij over naar RKC Waalwijk. Daar debuteerde hij op 19 september 2011 in de Eredivisie als invaller voor Aaron Meijers. Eind augustus 2012 werd hij tot het einde van het seizoen 2012/13 verhuurd aan FC Eindhoven.
Vanaf 2013 speelde Alakmak bij Göztepe Izmir. In 2015 werd hij met zijn club kampioen in de PTT 2. Lig. In de herfst van 2015 werd zijn contract ontbonden. In januari 2016 zou hij een contract voor anderhalf jaar bij Sakaryaspor tekenen maar hij kwam niet door de medische keuring. Hierna maakte hij het seizoen 2015/16 af bij OJC Rosmalen. Medio 2017 maakte hij de overstap naar JVC Cuijk. In 2019 ging hij naar SV DFS. Medio 2020 stapte Alakmak over naar SC Woezik.
Alakmak was ook Nederlands jeugdinternational.
| Seizoen | Club         | Land      | Competitie | Wedstrijden | Doelpunten |
| ------- | ------------ | --------- | ---------- | ----------- | ---------- |
| 2010/11 | N.E.C.       | Nederland | Eredivisie | 0           | 0          |
| 2011/12 | RKC Waalwijk | Nederland | Eredivisie | 15          | 1          |
| 2012/13 | RKC Waalwijk | Nederland | Eredivisie | 1           | 0          |
| 2013/14 | Göztepe      | Turkije   | PTT 2. Lig | 24          | 17         |
| 2014/15 | Göztepe      | Turkije   | PTT 2. Lig | 2           | 0          |
| Totaal  | Totaal       | Totaal    | Totaal     | 42          | 18         |